# Henry Singlewood Bisbing
Henry Singlewood Bisbing né le 31 janvier 1849 à Philadelphie (Pennsylvanie) et mort en 1933, est un artiste peintre animalier américain.

## Biographie
Henry Bisbing étudie à Paris avec Vuillefroy, ainsi qu'à Bruxelles, Munich et dans sa ville natale, Philadelphie.
Il expose avec succès à Chicago, à Buffalo, à Philadelphie et à Paris notamment en 1903-1904 et 1905.
Membre de la Société des artistes français, hors concours en 1889, médaille de troisième classe en 1891, médaille d'argent en 1900, Chevalier de la Légion d'honneur en 1902. Il expose aussi à Berlin en 1896, à Düsseldorf en 1904 et à Dresde en 1897 et 1901, (petite médaille d'or).

## Musées
Berlin: Troupeau de moutons dans les dunes. Mulhouse : Veaux au pâturage.